# Grand pic de Tapou
Le Grand pic de Tapou est un sommet des Pyrénées, situé sur la frontière franco-espagnole dans le massif du Vignemale. C'est un des sommets de ce massif dépassant les 3 000 m.

## Géographie

### Topographie
Le versant français est situé dans le département des Hautes-Pyrénées, entre Cauterets et Gavarnie-Gèdre, arrondissement d'Argelès-Gazost dans le parc national des Pyrénées. Le versant espagnol, au sud, est inclus dans la « reserva de la Biosfera Ordesa-Viñamala », sur le territoire de Torla-Ordesa, province de Huesca.

### Hydrographie
Le sommet délimite la ligne de partage des eaux entre le bassin de l'Adour, qui se déverse dans l'Atlantique côté nord, et le bassin de l'Èbre, qui coule vers la Méditerranée côté sud.